# Have Yourself a Merry Little Christmas
Have Yourself a Merry Little Christmas ist ein Song, der 1943 von den US-amerikanischen Theater- und Filmkomponisten Hugh Martin und Ralph Blane für den Musicalfilm Meet Me in St. Louis geschrieben wurde. Die erste Interpretation des Stücks erfolgte im Film durch Judy Garland, zahlreiche weitere Aufnahmen folgten. Das Stück ist heute eines der populärsten Weihnachtslieder in den USA. Es existieren insgesamt drei verschiedene Fassungen des Liedtextes.

## Geschichte
Martin und Blane waren beauftragt worden, gemeinsam drei Songs für das Filmmusical Meet Me in St. Louis von 1944 zu schreiben. Obwohl sie sich die rechtliche Urheberschaft für Text und Melodie bei Have Yourself a Merry Little Christmas teilen, wurde es von Martin, wie er in seiner 2010 erschienenen Autobiografie schreibt, alleine komponiert und getextet. Die erste Textzeile, in der er die schwermütige Stimmung der Filmszene aufnahm, lautete ursprünglich:
Have Yourself a Merry Little Christmas

It may be your Last.

Next Year we will all be living in the past.
Mach dir eine schöne nette Weihnacht,

Es könnte deine letzte sein.

Nächstes Jahr werden wir alle Vergangenheit sein.
Als Judy Garland das Lied zum ersten Mal hörte, lehnte sie den Text ab, der ihr zu traurig war, zumal sie das Lied im Film für die damals siebenjährige Margaret O’Brien singt. Zwar gefiel ihr die Melodie, aber sie befürchtete vor dem Hintergrund des gerade stattfindenden Zweiten Weltkriegs, dass das Publikum diese Art von Traurigkeit nicht akzeptieren würde. Daraufhin änderten Martin und Blane den Text zu:
Have Yourself a Merry Little Christmas

Let your heart be light.

Next year all our troubles will be out of sight.
Mach dir eine schöne nette Weihnacht,

Lass dein Herz leicht sein.

Nächstes Jahr sind alle unsere Sorgen vergessen.
In dieser Fassung sang es Garland für den Film ein. Im Musical Meet Me in St. Louis findet das Lied in einer Weihnachtsszene Verwendung. Der Vater hatte der Familie eröffnet, dass ihn seine Anwaltskanzlei nach New York City versetzt hat und dass sie nach Ende der Weihnachtsferien umziehen werden. Alle sind bestürzt, aber niemand ist unglücklicher als die jüngste Tochter Tootie (dargestellt von Margaret O’Brien). Ihre ältere Schwester Esther (dargestellt von Judy Garland) versucht sie, mit dem Lied versöhnlich zu stimmen, bringt damit jedoch nur ihre eigene Traurigkeit zum Ausdruck. In diesem Kontext wirkt die in Dur gehaltene Ballade „unendlich traurig“.

## Spätere Verwendung
Zahlreiche Künstler nahmen in den vergangenen Jahrzehnten ihre Version des Liedes auf. Zu den bekanntesten zählt Frank Sinatra, der bereits 1947 eine erste Version aufnahm. Die zweite Version nahm er 1957 für sein Album A Jolly Christmas auf. Er wollte ein schwungvolleres Arrangement und bat Martin, die vorletzte Zeile des Textes Until then we’ll have to muddle through somehow (sinngemäße Übersetzung: Bis dahin müssen wir irgendwie sehen, wie wir zurechtkommen) zu ändern. Martin ersetzte die Zeile durch Hang a shining star upon the highest bough (Hänge einen strahlenden Stern an den höchsten Ast). In Sinatras Version und mit dem geänderten Text wurde das Lied in den folgenden Jahren mehr als tausendmal neu aufgenommen und zu einem Klassiker der Weihnachtszeit. Aber auch mit dem ursprünglichen Text wurde das Lied von zahlreichen Künstlern interpretiert.
Heute gehört das Lied zu den beliebtesten Weihnachtsliedern in den USA und beschert dem Rechteinhaber EMI Publishing jährliche Einnahmen zwischen einer und zwei Millionen USD. Dies liegt zum einen daran, dass das Lied jedes Jahr in der Weihnachtszeit in den verschiedenen Versionen im Radio und im Fernsehen aufgeführt wird, zum anderen wird es Jahr für Jahr von verschiedenen Künstlern als Weihnachtslied aufgenommen und veröffentlicht. Auch in Weihnachtsfilmen findet das Lied häufig Verwendung, allein dafür zahlen Produktionsfirmen 25.000 USD oder mehr, hinzu kommen Tantiemen für die verkauften Soundtrack-Alben.

## Text
Es existieren insgesamt drei verschiedene Textfassungen. Die Originalfassung stammt aus dem Jahr 1943, die zweite ist die Fassung, die 1944 in dem Film Meet Me in St. Louis Verwendung fand.
Die dritte und bekannteste Fassung ist die auf Wunsch von Frank Sinatra geänderte Fassung aus dem Jahr 1957.
Oft wird vorher zusätzlich ein Intro gesungen.

## Chartplatzierungen

### Version von Lorna Luft und Judy Garland
| Periode   | Höchstplatzierung, GesamtwochenChartsChartplatzierungen (Periode, Platzierungen, Wochen) |
| Periode   | UK                                                                                       |
| --------- | ---------------------------------------------------------------------------------------- |
| 1995/96   | UK100 (1 Wo.)UK                                                                          |
| Insgesamt | UK100 (1 Wo.)UK                                                                          |

### Version von Michael Bublé
| Periode   | Höchstplatzierung, GesamtwochenChartplatzierungen (Periode, Platzierungen, Wochen) | Höchstplatzierung, GesamtwochenChartplatzierungen (Periode, Platzierungen, Wochen) |
| Periode   | UK                                                                                 | US                                                                                 |
| --------- | ---------------------------------------------------------------------------------- | ---------------------------------------------------------------------------------- |
| 2011/12   | UK99 (1 Wo.)UK                                                                     | —                                                                                  |
|           |                                                                                    |                                                                                    |
|           |                                                                                    |                                                                                    |
| 2020/21   | —                                                                                  | US49 (1 Wo.)US                                                                     |
| 2021/22   | —                                                                                  | US47 (1 Wo.)US                                                                     |
| 2022/23   | —                                                                                  | US48 (1 Wo.)US                                                                     |
| 2023/24   | —                                                                                  | US41 (1 Wo.)US                                                                     |
| 2024/25   | UK78 (1 Wo.)UK                                                                     | —                                                                                  |
| Insgesamt | UK78 (2 Wo.)UK                                                                     | US41 (4 Wo.)US                                                                     |

### Version von Rod Stewart
| Periode | Höchstplatzierung, GesamtwochenChartsChartplatzierungen (Periode, Platzierungen, Wochen) |
| Periode | UK                                                                                       |
| ------- | ---------------------------------------------------------------------------------------- |
| 2012/13 | UK51 (2 Wo.)UK                                                                           |

### Version von Sam Smith
| Periode   | Höchstplatzierung, GesamtwochenChartplatzierungen (Periode, Platzierungen, Wochen) | Höchstplatzierung, GesamtwochenChartplatzierungen (Periode, Platzierungen, Wochen) | Höchstplatzierung, GesamtwochenChartplatzierungen (Periode, Platzierungen, Wochen) | Höchstplatzierung, GesamtwochenChartplatzierungen (Periode, Platzierungen, Wochen) | Höchstplatzierung, GesamtwochenChartplatzierungen (Periode, Platzierungen, Wochen) |
| Periode   | DE                                                                                 | AT                                                                                 | CH                                                                                 | UK                                                                                 | US                                                                                 |
| --------- | ---------------------------------------------------------------------------------- | ---------------------------------------------------------------------------------- | ---------------------------------------------------------------------------------- | ---------------------------------------------------------------------------------- | ---------------------------------------------------------------------------------- |
| 2014/15   | —                                                                                  | —                                                                                  | —                                                                                  | UK65 (3 Wo.)UK                                                                     | US90 (1 Wo.)US                                                                     |
|           |                                                                                    |                                                                                    |                                                                                    |                                                                                    |                                                                                    |
|           |                                                                                    |                                                                                    |                                                                                    |                                                                                    |                                                                                    |
| 2017/18   | DE62 (1 Wo.)DE                                                                     | AT69 (1 Wo.)AT                                                                     | CH74 (1 Wo.)CH                                                                     | UK93 (1 Wo.)UK                                                                     | —                                                                                  |
| 2018/19   | DE41 (2 Wo.)DE                                                                     | AT48 (1 Wo.)AT                                                                     | CH38 (1 Wo.)CH                                                                     | UK79 (1 Wo.)UK                                                                     | —                                                                                  |
| 2019/20   | DE52 (1 Wo.)DE                                                                     | AT51 (1 Wo.)AT                                                                     | CH43 (1 Wo.)CH                                                                     | UK67 (1 Wo.)UK                                                                     | —                                                                                  |
| 2020/21   | DE100 (1 Wo.)DE                                                                    | —                                                                                  | —                                                                                  | UK53 (5 Wo.)UK                                                                     | —                                                                                  |
| 2021/22   | —                                                                                  | —                                                                                  | CH50 (2 Wo.)CH                                                                     | —                                                                                  | —                                                                                  |
| 2022/23   | —                                                                                  | —                                                                                  | CH39 (4 Wo.)CH                                                                     | UK90 (1 Wo.)UK                                                                     | —                                                                                  |
| 2023/24   | DE90 (1 Wo.)DE                                                                     | AT73 (2 Wo.)AT                                                                     | CH47 (4 Wo.)CH                                                                     | UK85 (1 Wo.)UK                                                                     | —                                                                                  |
| 2024/25   | —                                                                                  | —                                                                                  | CH86 (1 Wo.)CH                                                                     | —                                                                                  | —                                                                                  |
| Insgesamt | DE41 (6 Wo.)DE                                                                     | AT48 (5 Wo.)AT                                                                     | CH38 (14 Wo.)CH                                                                    | UK53 (13 Wo.)UK                                                                    | US90 (1 Wo.)US                                                                     |

### Version von Frank Sinatra
| Periode   | Höchstplatzierung, GesamtwochenChartplatzierungen (Periode, Platzierungen, Wochen) | Höchstplatzierung, GesamtwochenChartplatzierungen (Periode, Platzierungen, Wochen) |
| Periode   | DE                                                                                 | UK                                                                                 |
| --------- | ---------------------------------------------------------------------------------- | ---------------------------------------------------------------------------------- |
| 2018/19   | —                                                                                  | UK100 (1 Wo.)UK                                                                    |
| 2019/20   | —                                                                                  | UK93 (1 Wo.)UK                                                                     |
|           |                                                                                    |                                                                                    |
|           |                                                                                    |                                                                                    |
| 2022/23   | DE92 (1 Wo.)DE                                                                     | UK67 (2 Wo.)UK                                                                     |
| 2023/24   | —                                                                                  | UK88 (1 Wo.)UK                                                                     |
| 2024/25   | —                                                                                  | UK45 (4 Wo.)UK                                                                     |
| Insgesamt | DE92 (1 Wo.)DE                                                                     | UK45 (9 Wo.)UK                                                                     |

### Version von Sabrina Carpenter
| Periode   | Höchstplatzierung, GesamtwochenChartsChartplatzierungen (Periode, Platzierungen, Wochen) |
| Periode   | DE                                                                                       |
| --------- | ---------------------------------------------------------------------------------------- |
| 2024/25   | DE99 (1 Wo.)DE                                                                           |
| Insgesamt | DE99 (1 Wo.)DE                                                                           |